# Lidia Chojecka
Lidia Chojecka-Leandro, voorheen Lidia Okninska, (Siedlce, 25 januari 1977) is een Poolse atlete. Ze is een van de succesvolste Europese middellangeafstandsloopsters. Bij de senioren werd ze driemaal Europees indoorkampioene. Tot haar specialiteiten behoren de 1500 m en de 3000 m. Op deze en andere middellange afstanden, alsmede op de 5000 m heeft ze in totaal niet minder dan tien Poolse records in handen. Ook nam ze in totaal driemaal deel aan de Olympische Spelen, maar won hierbij geen medailles.

## Loopbaan
Op twintigjarige leeftijd won Chojecka een bronzen medaille op de wereldindoorkampioenschappen van 1997 in Parijs. Een jaar later werd ze tweede op de Europese indoorkampioenschappen in Valencia achter de Oostenrijkse Theresia Kiesl (goud).
Haar eerste succes behaalde Chojecka in 1995. Op de Europese kampioenschappen voor junioren in het Hongaarse Nyíregyháza won ze een gouden medaille op de 1500 m. Met een tijd van 4.17,29 versloeg ze de Roemeense Lavinia Miroiu (zilver; 4.19,11) en de Slowaakse Jolanda Steblovnik (brons; 4.20,22).
Bij de senioren duurde het tot 2005, voordat ze weer goud won. Op de EK indoor van 2005 in Madrid versloeg ze al haar concurrentes op de 3000 m. Twee jaar later werd ze op de EK indoor in Birmingham eerste op zowel de 1500 m als de 3000 m. Op de Olympische Spelen van 2004 in Athene werd Lidia Chojecka op de 1500 m zesde en op de Europese kampioenschappen van 2006 in Göteborg vijfde.
In 2008 werd Chojecka op de Olympische Spelen van 2008 in Peking met 4.19,57 uitgeschakeld in de kwalificatieronde van de 1500 m.
Lidia Chojecka is getrouwd met Jean-Marc Leandro, een atleet die naast de 1500 m en de 3000 m uitkomt op de marathon.

## Titels
- Europees indoorkampioene 1500 m - 2007
- Europees indoorkampioene 3000 m - 2005, 2007
- Europees jeugdkampioene 1500 m - 1995
- Pools kampioene 10.000 m - 2007
- Pools indoorkampioene 800 m - 2004
- Pools indoorkampioene 1500 m - 2004, 2006, 2009
- Pools indoorkampioene 3000 m - 2003
- Pools indoorkampioene 5000 m - 2011
- Pools indoorkampioene 10.000 m - 2007

## Persoonlijke records
Outdoor
| Onderdeel   | Prestatie     | Datum            | Plaats     |
| ----------- | ------------- | ---------------- | ---------- |
| 800 m       | 1.59,97       | 13 juni 1999     | Neurenberg |
| 1000 m      | 2.40,49       | 5 juli 1998      | Lublin     |
| 1500 m      | 3.59,22 (NR)  | 28 juli 2000     | Oslo       |
| 1 Eng. mijl | 4.25,18       | 25 augustus 1998 | Lausanne   |
| 2000 m      | 5.38,44 (NR)  | 4 september 2009 | Brussel    |
| 3000 m      | 8.31,69 (NR)  | 30 augustus 2002 | Brussel    |
| 5000 m      | 15.04,88 (NR) | 6 september 2002 | Berlijn    |
| 10.000 m    | 32.55,10      | 5 mei 2007       | Warschau   |

Indoor
| Onderdeel   | Prestatie    | Datum            | Plaats     |
| ----------- | ------------ | ---------------- | ---------- |
| 800 m       | 1.59,99 (NR) | 14 februari 1999 | Birmingham |
| 1000 m      | 2.36,97 (NR) | 23 februari 2003 | Liévin     |
| 1500 m      | 4.03,58 (NR) | 21 februari 2003 | Birmingham |
| 1 Eng. mijl | 4.24,44 (NR) | 6 februari 2000  | Stuttgart  |
| 3000 m      | 8.38,21 (NR) | 3 februari 2007  | Stuttgart  |
| 2 Eng. mijl | 9.31,68 (NR) | 20 februari 2010 | Birmingham |

## Prestaties

### Kampioenschappen
| Jaar | Wedstrijd            | Plaats      | Resultaat    | Extra  |
| ---- | -------------------- | ----------- | ------------ | ------ |
| 1994 | WJK                  | Lissabon    | 7e           | 1500 m |
| 1995 | EJK                  | Nyíregyháza | 1e           | 1500 m |
| 1996 | WJK                  | Sydney      | 5e           | 1500 m |
| 1997 | WK indoor            | Parijs      | 4e           | 1500 m |
| 1997 | Universiade          | Catania     | 3e           | 1500 m |
| 1998 | EK indoor            | Valencia    | 2e           | 1500 m |
| 1998 | EK                   | Boedapest   | 6e           | 1500 m |
| 1999 | WK indoor            | Maebashi    | 3e           | 1500 m |
| 1999 | WK                   | Sevilla     | 9e           | 1500 m |
| 2000 | EK indoor            | Gent        | 2e           | 3000 m |
| 2000 | OS                   | Sydney      | 5e           | 1500 m |
| 2001 | WK                   | Edmonton    | 5e           | 1500 m |
| 2002 | EK                   | München     | 9e           | 1500 m |
| 2004 | WK indoor            | Boedapest   | 8e           | 1500 m |
| 2004 | OS                   | Athene      | 6e           | 1500 m |
| 2004 | Wereldatletiekfinale | Monte Carlo | 7e           | 1500 m |
| 2004 | Wereldatletiekfinale | Monte Carlo | 2e           | 3000 m |
| 2005 | EK indoor            | Madrid      | 1e           | 3000 m |
| 2006 | WK indoor            | Moskou      | 3e           | 3000 m |
| 2006 | EK                   | Göteborg    | 5e           | 1500 m |
| 2006 | Wereldatletiekfinale | Stuttgart   | 6e           | 1500 m |
| 2006 | Wereldbeker          | Athene      | 5e           | 1500 m |
| 2006 | Wereldbeker          | Athene      | 2e           | 3000 m |
| 2007 | EK indoor            | Birmingham  | 1e           | 1500 m |
| 2007 | EK indoor            | Birmingham  | 1e           | 3000 m |
| 2007 | WK                   | Osaka       | 8e           | 1500 m |
| 2008 | OS                   | Peking      | 10e in serie | 1500 m |
| 2009 | EK indoor            | Turijn      | 6e           | 1500 m |
| 2009 | WK                   | Berlijn     | 7e           | 1500 m |
| 2012 | WK indoor            | Istanboel   | 6e           | 1500 m |

### Golden League-podiumplekken
| Jaar | Wedstrijd             | Plaats      | Resultaat | Tijd    | Extra  |
| ---- | --------------------- | ----------- | --------- | ------- | ------ |
| 1999 | Herculis              | Monaco      | 3e        | 4.02,81 | 1500 m |
| 1999 | Weltklasse Zürich     | Zürich      | 3e        | 4.01,36 | 1500 m |
| 2000 | Meeting Gaz de France | Saint-Denis | 1e        | 8.33,35 | 3000 m |
| 2000 | Golden Gala           | Rome        | 2e        | 4.02,96 | 1500 m |
| 2000 | Bislett Games         | Oslo        | 2e        | 3.59,22 | 1500 m |
| 2000 | Weltklasse Zürich     | Zürich      | 1e        | 4.00,37 | 1500 m |
| 2000 | ISTAF                 | Berlijn     | 2e        | 4.03,94 | 1500 m |
| 2004 | Weltklasse Zürich     | Zürich      | 3e        | 4.04,04 | 1500 m |